# DBCS
Двоба́йтовий набі́р си́мволів або DBCS (англ. double-byte character set) - стандартна таблиця для кодування символів.
Термін має два базових значення:
- В ІТ індустрії Китаю, Японії, Кореї, термін «DBCS» зазвичай означає набір символів, в якому будь-який графічний символ, не представлений в SBCS (наборі однобайтних символів), закодований у двох байтах. Під графічними символами тут розуміються, в основному, ієрогліфи.
- Термін «DBCS» також означає набір символів, в якому всі символи (включаючи керуючі), закодовані в двох байтах.

## Приклади DBCS кодування
- Розширення національного стандарту GBK. Це розширення доповнює національний «Промисловий стандарт GB», доповнений стандарт включає 20902 визначених у Unicode символів Хан і додаткові символи DBCS, визначені в коді Big-5 (стандарт де-факто традиційної китайської мови для ПК). Такий стандарт GBK містить всі символи DBCS, застосовувані в КНР і на Тайвані. В даний час GBK визнаний нормативним доповненням стандарту GB13000 (КНР стандарт Unicode) і розглядається як проміжна ланка для переходу до Unicode.
- IBM- eucTW. EUC для традиційного китайського мови - це кодовий набір, що складається з одно- , двох - і чотирьохбайтових символів. Дане кодування EUC заснована на стандарті ISO2022, стандарті CNS, визначеному в Китаї, і визначеннях мультибайтних символів, унікальних для виробника.

Стандарт CNS кодує 13501 символ китайської мови і 684 додаткових знаки. IBM-eucTW містить 15 кодових таблиць по 8836 ( 94x94 ) символів кожна. Кодові значення лежать в інтервалі 0xa1a1 - 0xfefe. В даний час тільки 4 таблиці кодують символи, а решта зарезервовані для використання в майбутньому.
- Двобайтні символи набору IBM-943[1]